# ヨハン・バウア
ヨハン・"ハンス"・ペーター・バウア（Johann "Hans" Peter Baur、1897年6月19日 - 1993年2月17日）は、1920年代と1930年代にアドルフ・ヒトラーの政治遊説に於いてパイロットを務め、後にヒトラー専属パイロットとなり帝国政府飛行隊（"Reichsregierung" squadron）の指揮官となった。親衛隊では親衛隊中将（Gruppenführer）に任命された。バウルとも表記。

## 履歴
ヨハン・"ハンス"・ペーター・バウアはバイエルン王国のアンフィンクで生まれ、ミュンヘンのゼンドリンク＝ヴェストパルクにある（Erasmus-Grasser-Gymnasium）で教育を受けた。

### 第一次世界大戦
バウアは1915年にドイツ帝国陸軍に召集され、アウクスブルクの飛行場で野戦砲の訓練を受けた後、着弾観測員としてドイツ帝国陸軍航空隊に入隊した。戦争中にバウアは6機撃墜、3機未確認の戦果を挙げた。ある飛行中にバウアの乗機のエンジンが停止し降下姿勢に入り始めたがバウアはエンジンを再始動することができた。バウアの挙げた戦果と勇敢さに対して一級鉄十字章が授与された。

### 戦間期
ヴェルサイユ条約の制限下でドイツの軍事航空組織は解隊されたためバウアはフランツ・フォン・エップ指揮下のドイツ義勇軍に参加し、同じ年にフュルトで軍事郵便の郵便機パイロットになった。
1921年から1923年にかけてバウアはバイエリッシュ・ルフトロイト（Bayrische Luftlloyd）のパイロットとなり、その後ユンカース・ルフトフェルケール（Junkers Luftverkehr）に移った。バウアはルフトハンザ航空の最初の6名のパイロットの中の一人であり、1928年5月にはミュンヘン - ミラノ - ローマ航空路線の開通飛行を行った。
1926年にバウアは国家社会主義ドイツ労働者党（NSDAP）の党員（党員番号：48,113）になった。1931年4月1日にバウアはアルプス路線として知られるベルリン - ミュンヘン - ローマ航空路線の開通飛行を行い、この飛行にはヌンティウス・エウジェニオ・パチェッリ（Nuntius Eugenio Pacelli）、アルトゥーロ・トスカニーニやボリス3世 (ブルガリア王)などが搭乗していた。

### ヒトラーのパイロット
ヒトラーは遊説に航空機を使用した最初の政治家であった。航空機での移動を決めたのはそれが列車での移動よりも効率的であるという理由からであった。バウアは1932年の総選挙の期間中に初めてヒトラーの搭乗機を操縦した。
ヒトラーは1933年2月にドイツの首相に就任したときに最初の専用機ユンカース Ju 52/3M（登録番号DC2600、製造番号4021）を購入した。この機はプラット・アンド・ホイットニー R-1690をライセンス生産したBMW 132エンジンを装備し、第一次世界大戦時のパイロットのマックス・インメルマンに因んで「インメルマン・アイン」（Immelmann I）と命名された。「専用機」（Fuehrermaschine）には、右側のヒトラーのお気に入りの座席には小型の折りたたみ式の机、その他クロークルーム、直ぐ前方の隔壁には高度計と速度計が備え付けてあった。
バウアはルフトハンザ航空で膨大な距離を飛行することでにわかに「航空成金」となっていた。停止したエンジンを戦闘中に再始動するという離れ業をやってのけたことは、ヒトラーの目に運命の徴と映った。その経験と能力を買われ、バウアは1933年2月にヒトラーから個人的に専属パイロットに選任された。

### 総統飛行隊

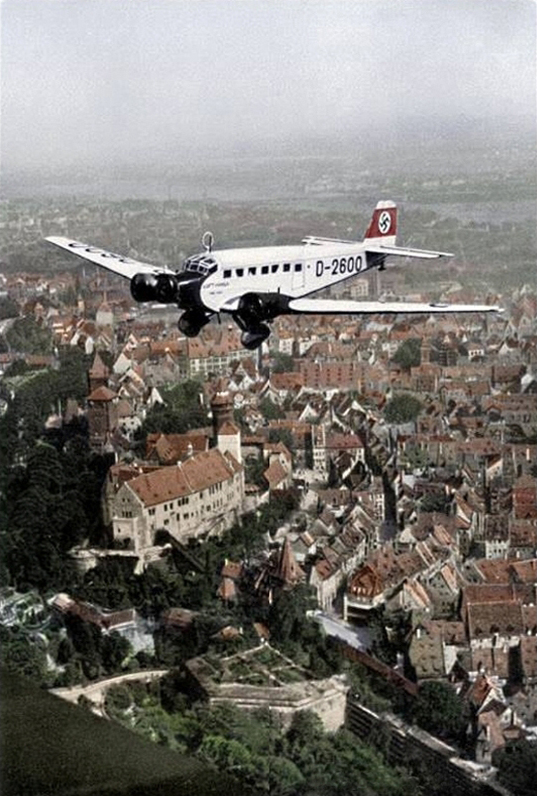
アドルフ・ヒトラー専用機のユンカース Ju 52/3M、登録番号D-2600

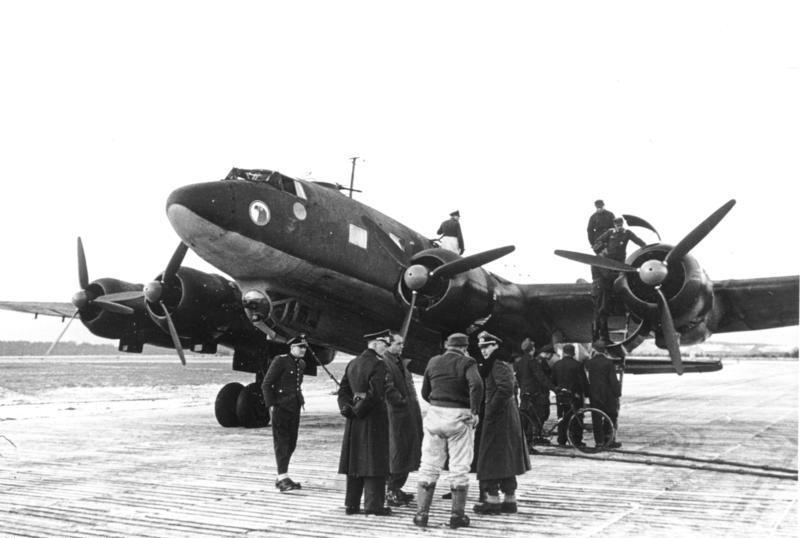
アドルフ・ヒトラー専用機のFw 200 コンドル、機首に「総統飛行隊」の部隊章

バウアは、当初ミュンヘンのオーバーヴィーゼンフェルトを拠点としていたヒトラーの個人飛行隊の指揮官に任命された。当時は未だドイツ空軍が設立されていなかった時期であり、ヒトラーはバウアが相応の指揮権力を持つことができるように且つ身分保障として親衛隊員（隊員番号：171,865）の親衛隊大佐（Standartenführer）に任命した。
1933年にベルリンに到着してからのバウアの最初の仕事はヒトラーの飛行隊を拡充し、新しい警備体制を導入することであった。ルフトハンザ航空の支配人エアハルト・ミルヒの承認を取り付け、バウアの防護要求に適合すると称された「リヒトホーフェン」と命名されたJu-52/3Mが1935年に1機追加され、製造番号4021は「ブッデッケ」という名称を持つ製造番号4053に代替された。製造番号4053の機体は登録番号をD-2600に、名称を「インメルマン・ツヴァイ」（Immelmann II）とされた。
1936年にフォン・ヒンデンブルクが死去するとヒトラーは政府を再構築して政府飛行隊（Regierungsstaffell）を創設、そのトップにバウアを据えた。ベルリン・テンペルホーフ空港に本部を置き、バウアは1機に17名を搭乗させることのできる航空機を8機使用してヒトラーの全ての閣僚と軍部高官の飛行とそのパイロットの割り当てを担当した。D-2600機は「ルフトワッフェ・アイン」（Luftwaffe I）と改称されアドルフ・ヒトラーの専用機としてとり置かれた。
総統に就任するとアドルフ・ヒトラーは航空戦の方針と技術的な開発についてバウアの助言に頼ることが多くなってきた。ヒトラーはバウアに飛行隊を熟練のルフトハンザ航空のパイロット達で占め、彼らを来る戦争の準備のために軍隊方式で訓練することを許可した。
クルト・シューマン（Kurt Schuhmann）
副総統ルドルフ・ヘスの専属パイロット
マックス・フォン・ミューラー（Max von Mueller）
宣伝大臣ヨーゼフ・ゲッベルスの専属パイロット
ペーター・シュトラッサー（Peter Strasser）
エーリヒ・レーダー提督の専属パイロット
グラーフ・シリー（Graf Schilly）
陸軍総司令官ヴェルナー・フォン・フリッチュ将軍、ヴァルター・フォン・ブラウヒッチュ将軍の専属パイロット
ヒトラーはバウアを菜食主義に宗旨替えさせようとしたが、バウアの40歳の誕生日には総統官邸に招待して好物の豚肉とダンプリング料理でもてなし、バウアの自家用車のフォード車の替わりとなるメルセデス・ベンツ車を贈った。
1939年9月に飛行隊は「総統飛行隊（Die Fliegerstaffel des Fuehrers）」に改称され、ヒトラーの個人飛行隊に所属する全ての機体は機首に細い赤の輪で枠取りされた白地に黒の鷲の頭部をかたどった特別な部隊章を貼り付けていた。
1939年の初めにバウアは、総統の専用機はより安全性の高い新設計のFw 200 コンドルであるべきだと考えた。元々は26座席のルフトハンザ航空の旅客機仕様の機体（製造番号3099）は豪華な装備が施され、登録番号D-2600の「インメルマン・ドライ」（Immelmann III）と命名された。この機体は1944年7月18日の連合国軍による爆撃で破壊されるまで使用された。

### 総統地下壕とソ連での抑留
1944年1月31日にバウアは親衛隊少将（Brigadeführer）／警察少将に、1945年2月24日には親衛隊中将（Gruppenführer）に昇進した。
戦争の最後の数日間、バウアはヒトラーと共に総統地下壕に残り最後までそこに留まった。ベルリンの戦いからヒトラーを脱出させる許可が下りれば、バウアはフィーゼラー Fi 156 シュトルヒをブランデンブルク門近くのティアガルテンの代替滑走路から離陸させる計画を考えていた。
ヒトラーが総統地下壕を離れることを拒否したため滑走路はゲーリング解任後にドイツ空軍最高司令官に任命されたローベルト・フォン・グライムを運んできたハンナ・ライチュにより使用され、その2日後に同じ滑走路を使用してライチュはフォン・グライムをベルリンから連れ出した。ヒトラーは同じ方法でバウアとマルティン・ボルマンに脱出するように勧めた。
ヒトラーの自殺後にバウアは代替滑走路が穴ぼこだらけで使用不可能な状態であり、赤軍の第3突撃軍により占拠されていることに気付いた。バウアはボルマンを含む他の数名と共に米／英戦線への脱出を試みたが、途中でボルマンとはぐれた後でバウアは脚を撃たれて重傷を負い後で脚を切断することになった。
病院で捕虜となったバウアはベルリン陥落の前にヒトラーを連れ出したと信じられていたためにソ連側の多大な関心を呼んだ。バウアは1955年に釈放されるまで10年の間ソ連に囚われていた。

### その後の人生
バウアは西ドイツに帰還すると1957年に自伝『"Ich flog mit den Mächtigen der Erde,"（私は地球の偉大な人々と共に飛んだ）』を著した。フランス語版の題名は『"J'étais pilote de Hitler / le sort du monde était entre mes mains,"（私はヒトラーのパイロットだった／世界の運命は私の手中にあった）』という幾らか穏当なものとなった。
バウアは老衰のためにバイエルン州のヘルシンクで死去した。遺体はミュンヘンのヴェストフリートホフにある一家の墓に埋葬された。

## メディアでの描写
ハンス・バウアは映画やテレビ作品で以下の俳優により演じられた。
- 1981年の米国のテレビ作品『ザ・ブンカー』内でカール・ヘルト（en:Karl Held）[6]
- 2004年の映画『ヒトラー 〜最期の12日間〜』内でアウグスト・シュメルツァー（de:August Schmölzer）